# 沙布丁耶哈也
拿督沙布丁·耶哈也（1965年11月12日—），马来西亚政治人物，为土著团结党党员。前土著团结党槟城打昔汝莪的国会议员。2019年加入希望联盟土著团结党。2020年2月希盟政府内部发生政治危机后，导致土著团结党分裂成两个阵营，他追随第8任首相慕尤丁，在2020年2021年受委副首相署部长职位。

## 政治生涯
沙布丁曾经是一名伊斯蘭法庭的法官。2004年马来西亚大选，沙布丁代表国民阵线当选为槟城州立法议会柏玛当柏浪眼议员，并在2008年蝉联 。2013年弃州攻国并成功当选。2018年马来西亚第十四届大选，他以81张多数票险胜土团党的玛祖基继续连任该议席。惟玛祖基较后对选举结果提出上诉。

## 童婚及强奸成婚言论争议
2017年4月4日，他在下議院辯論《2017年性侵兒童法案》時，針對反对黨議員建議將童婚列入法案，發表言論，指「被强姦的妻子，如果她能（與强姦犯）结婚，她就不需面對暗淡前景。至少她有了一个能成為她丈夫的人，所以這將是解决社會問題的方案。」又說，「年齡介於9歲到12歲的女孩結婚，在生理和心理上都不是個問題」，事件引起國內外輿論抨擊。4月23日，前首相马哈迪·莫哈末出席土打昔牛汝莪區部舉行的“拯救大馬”講座后在記者會受詢時狠嗆沙布丁：“只會鼓勵更多強姦案！”

## 个人荣誉
- 马六甲：
  -  马六甲成员勋章（DPSM）—拿督（Datuk）（2013年）[13]